# Nāyudupeta
Nāyudupeta är en ort i Indien.   Den ligger i distriktet Nellore och delstaten Andhra Pradesh, i den södra delen av landet, 1 700 km söder om huvudstaden New Delhi. Nāyudupeta ligger 35 meter över havet och antalet invånare är 45 769.
Terrängen runt Nāyudupeta är platt. Runt Nāyudupeta är det ganska tätbefolkat, med 155 invånare per kvadratkilometer. Omgivningarna runt Nāyudupeta är en mosaik av jordbruksmark och naturlig växtlighet.